# 永井ルイ
永井 ルイ（ながい るい、1962年11月27日 - ）は、日本の音楽家であり、自身が参加するバンドのほかソングライター、編曲家、音楽プロデューサーなど多岐に渡る。本名・永井 誠（ながい まこと）。趣味はB級グルメ探し。妻はシンガーソングライターのACKO。

## 人物
3歳でピアノを習い始め、14歳からはギターを弾き始める。21歳ごろからバックミュージシャンなどでプロとして活動を始める。明星学園卒。
自身が参加する「外人部隊」「HIPSLIPS」「フォークロックス」「ROLLY'S ROCKROLLY」といったロック色の強い音楽ユニットとは対照的に、「タンポポ」や「ミニモニ。」のようなアイドルグループ楽曲、「ちょびっツ」等アニメの主題歌や劇伴も手がけている。
大のビートルズファンを自称し、手がける楽曲についてもビートルズの影響が強いと語っている。他にもクイーン、10cc、ベイ・シティ・ローラーズ、イエス、キッスなどを好んで聞き、それらに加えて日本の70年代の歌謡曲などが音楽的ルーツにあるのではないかとインタビュー内で述べている。

## ディスコグラフィー

### ソロ活動作品
- 「Secret Adventure」（1999）
- 「ブルースティンガー」（1999）
- 「Ooparts」（2001）
- 「BIG SKY」（2004）
- 「永井ルイ アニソン・コレクションvol.1」（2012）

### バンド活動作品
- 「AMPM」地獄のハッピーバースデー（2011~）
- 「FOLKROCKS」FOLKROCKS（1990~）
- 「ROLLY&GlimRockers」戦慄のグリムロッカーズ（2014~）

### プロデュース
- C-DANCE!
- ACKO
- MYTHRIL
- fabiennie
- 湯川トーベン
- 斉藤哲夫
- スカイビューティーズ
- THE ORANGES

### 提供作品

#### 作曲
- Chiffons「MIU MIU〜夜空で子猫が鳴いている〜」（『資本主義』収録曲）
- 氷上恭子「笑うカドには Lucky Come Come」（『HYSTERIC NOISE』収録曲）
- 石田燿子「乙女のポリシー」※永井誠名義

#### 編曲
- 清水ミチコ「入れ歯のカスタネット」（『リップサービス』収録曲）
- タンポポ「BE HAPPY 恋のやじろべえ」「I & You & I & You & I」「王子様と雪の夜」「乙女 パスタに感動」
- ミニモニ。「春夏秋冬だいすっき!」
- D・N・ANGEL（宮本駿一）「白夜〜True Light〜」
- THE BOOSTARS「STARTER」「Speeder」
- ROLLY「SOS '99」
- So What?「HEAL」
- 工藤健司「ゼロからのライフ」
- 妃野アキラ「秘密のじゅもん」
- 横尾大「Perfect Sun」
- 渡辺かおる「ハッピー・デイズ」（『YE YE〜レナウン・ワンサカ娘』収録曲）
- SUPER☆GiRLS「星屑ラブソング」「純情シンデレラ」
- i☆Ris「ウィーアー!」「空色デイズ」「星間飛行」「おジャ魔女カーニバル!」「1000%SPARKING!」「最強パレパレード」「i☆doloid」「Get Over」「もしも毎日がクリスマスだったら」
- ももいろクローバーZ「Hanabi」

#### 作曲・編曲
- LIV MOON「バレリーナ・シンフォニー」「静かな奇跡」
- 影山ヒロノブ「WE ARE REYSOL」「WE ARE REYSOL ～Stadium special～」※永井誠名義
- イヤホンズ「Magic of love」[1]
- CLOVER「明日へのメロディー」（『プラスのスマイル!!』収録曲）
- スカイビューティズ・ブルー「Sting Me」
- 田中理恵「Raison d'être」「Sweet Sweet」
- 豊嶋真千子「ロックンプリンセス」（『STEEPLE ANGEL〜とんがり天使』収録曲）「True Emotion」
- ももいろクローバーZ 「月と銀紙飛行船」「曼荼羅〜プロローグ〜」
- Sweety「キャンディーテレポーテーション」「Come On Baby」「チェリー物語」
- i☆Ris「§Rainbow」「進めアバンチュール」「幻想曲WONDERLAND」「徒太陽」
- RYUTist「チュララ」「それはまた別の一日」「Winter merry go round」「金色の海と七色のDays」「おはよう – ルート113」

#### 作詞・作曲・編曲
- CLOVER「プラスのスマイル!!」（『プラスのスマイル!!』収録曲）
- トランプ「All Right Now」
- イヤホンズ「未来泥棒」（『RUI』名義。ROLLYとの共同制作）

### アニメ関連
- 美少女戦士セーラームーン「乙女のポリシー」「Iamセーラームーン」他作曲・編曲
- 魔法騎士レイアース『WITH RAYEARTH』全曲作曲・編曲
- ハムスター倶楽部『ハムスター倶楽部 SONG COLLECTION』全曲作詞・作曲・編曲他、劇伴作曲
- ヴァンドレッド『VANDREAD VOCAL COLLECTION Girl's Sersnade』全曲作曲・編曲
- ケロロ軍曹 地球（ペコポン）侵略隊員募集キャンペーンソング「Come On!Come On!」（『ペコポン侵略CD第3巻』収録曲）作詞・作曲・編曲・歌
- ケロロ軍曹「Ding Dong 〜戦場のCAKE〜」（『ケロロのクリスマスアルバム』収録曲）作曲・編曲
- ドラゴンボールZ「FIGHT OH FIGHTING ROAD」作曲・編曲：永井誠の名義 「僕は魔法使い」「力を超えて」他、歌：ルイ名義
- 幽☆遊☆白書「Icy Blood」作曲・編曲
- ちょびっツ「Raison d'etre」作曲・編曲
- THE ビッグオー「BIG-O!」「Big-O! Show Must Go On」作詞・作曲[2]・編曲・歌
- トップをねらえ2!「星屑涙」（『トップをねらえ 2! ORIGINAL SOUNDTRACK』収録曲）作曲・編曲
- マーメイドメロディー ぴちぴちピッチ「恋はなんだろう」（『マーメイドメロディー ぴちぴちピッチ オリジナルサウンドトラック』収録曲）作曲